# Victor Scvorțov
Victor Scvorțov (rumunská výslovnost: [viktor skvorʧof]; arabsky سمير فيكتور‎) nebo anglickým přepisem: Victor Scvortov), (* 30. března 1988) je moldavský zápasník – judista, který od roku 2013 reprezentuje Spojené arabské emiráty.

## Sportovní kariéra
Na mezinárodní scéně se pravidelně objevuje od roku 2009 a řadu let se řadil mezi širší evropskou špičku. V jeho výkonnostním růstu mu pomohla změna působiště v roce 2013, kdy se zařadil mezi přední lehké váhy. V roce 2014 korunoval kvalitní přípravu ziskem třetího místa na mistrovství světa.
Start za jinou zemi

V únoru 2013 byl odvolán trenér seniorské moldavské judistické reprezentace Vasilij Kolca (Vasile Colța). Nový reprezentační trenér Vjačeslav Bakal (Veaceslav Bacal) svolal na konec února sraz reprezentace, na který se nedostavilo 6 nejlepších judistů. Mezi nimi i Skvorcov, který s dalšími pěti judisty následoval odvolaného trenéra Kolcu do Uzbekistánu na tréninkový kemp. Skupina uprchlíků následně vyjádřila vůli startu za jinou zemi z důvodu špatného financování moldavského sportu ministrem Oktavianem Cykou (Octavian Țîcu). Podle prezidenta moldavské judistické federace Vjačeslava Manolakiho (Veaceslav Manolachi) nedostalo moldavské judo od ministerstva sportu finanční podporu prakticky celou olympijskou sezonu 2012.
V dubnu 2013 obdržel Skvorcov od šajcha Muhammeda bin Zajída al-Nahjána pas Spojených arabských emirátů a poprvé se pod novými barvami představil na Asijském mistrovství. Mimo prakticky neomezené finanční podpory na přípravu má k dispozici ubytování v luxusním hotelu v Abú Zabí zdarma.
V roce 2016 se kvalifikoval na olympijské hry v Riu, kde po úvodní výhře nad judistou z Jemenu prohrál v dalším kole s Japoncem Šóheiem Ónem na ippon technikou uči-mata.

### Vítězství
- 2011 – 1x světový pohár (Baku)
- 2013 – 1x světový pohár (Abú Zabí)
- 2014 – 1x světový pohár (Budapešť)

## Výsledky
| Olympijské hry     | —  |   |     |    | —   |     |     |     | —   |     |    |     | úč. |  |  |  |  |  |  |  |  |  |  |  |  |  |  |
| Mistrovství světa  |    | — |     | —  |     | 7.  | úč. | úč. |     | úč. | 3. | úč. |     |  |  |  |  |  |  |  |  |  |  |  |  |  |  |
| Mistrovství Evropy | —  | — | —   | —  | —   | úč. | úč. | úč. | úč. | x   | x  | x   | x   |  |  |  |  |  |  |  |  |  |  |  |  |  |  |
| Mistrovství Asie   | x  | x |     | x  | x   | x   |     | x   | x   | 5.  |    | —   | —   |  |  |  |  |  |  |  |  |  |  |  |  |  |  |
| ME do 23 let       | —  | — | 7.  | —  | úč. | úč. | 3.  |     |     |     |    |     |     |  |  |  |  |  |  |  |  |  |  |  |  |  |  |
| MS juniorů         | —  |   | úč. |    |     |     |     |     |     |     |    |     |     |  |  |  |  |  |  |  |  |  |  |  |  |  |  |
| ME juniorů         | —  | — | —   | 7. |     |     |     |     |     |     |    |     |     |  |  |  |  |  |  |  |  |  |  |  |  |  |  |
| ME dorostenců      | 2. |   |     |    |     |     |     |     |     |     |    |     |     |  |  |  |  |  |  |  |  |  |  |  |  |  |  |